# Soltag
Begrebet soltag dækker som oftest over et tagåbningssystem til biler. Soltag er også monteret over stadions (fodboldbaner, tennishaller og lignende), svømmehaller og visse andre bygninger.
Et bilsoltag består som oftest af en glasplade, en solbeskyttelse og et elektrisk træk. Især på ældre biler er der ofte monteret et stålskydetag eller et foldetag. Det elektriske træk betjener ved hjælp af trykstive kabler en mekanik, som bevæger dæksel og nogle gange også solbeskyttelse.
På dyrere soltag eller teknisk avancerede, større tag er der ofte to elektriske træk, hvilket gør at soltaget betjenes fuldt elektrisk uden manuel indgriben.

## Trivia
Verdens største bilsoltag sidder på Cadillac SRX.